# Isoletto (klippa)
Isoletto är en klippa i Finland.   Den ligger i kommunen Gustavs i den ekonomiska regionen Nystadsregionen och landskapet Egentliga Finland, i den sydvästra delen av landet, 190 km väster om huvudstaden Helsingfors. Isoletto ligger 1 meter över havet.
Terrängen runt Isoletto är mycket platt. Havet är nära Isoletto åt sydväst.  Närmaste större samhälle är Tövsala, 13,5 km nordost om Isoletto. 